# Helen Maksagak
Helen Mamayaok Maksagak CM, geborene Wingek (geboren 15. April 1931 bei Bernard Harbour; gestorben 23. Januar 2009 in Cambridge Bay) war eine kanadische Politikerin. Sie war die erste Frau und erste Inuk in der Position der Kommissarin (engl. commissioner) der Nordwest-Territorien. Zudem war sie die erste Kommissarin des 1999 gegründeten Territoriums Nunavut.

## Leben
Helen Wingek wurde 1931 in der Nähe von Bernard Harbour, etwa 100 km nördlich der Siedlung Kugluktuk im heutigen Territorium Nunavut im Norden Kanadas geboren. Ihre Familie gehörte der Ethnie der Copper Inuit an. Ihre Kindheit verbrachte sie in Tuktoyaktuk und Aklavik, wo sie auch ihre Schulbildung erhielt. Im Februar 1950 heiratete sie John Maksagak. Das Paar hatte acht Kinder, von denen jedoch zwei früh verstarben. Zudem adoptierten sie zwei weitere Kinder. Die Familie führte zunächst ein nomadisches Leben als Rentierhirten im Bereich des Mackenzie Rivers, ehe sie sich 1961 in Cambridge Bay niederließen.
Dort war Helen Maksagak in einem Zentrum für Öffentlichkeitsarbeit der Royal Canadian Mounted Police angestellt. Zudem engagierte sie sich für den Umweltschutz sowie gegen Alkoholmissbrauch und häusliche Gewalt.

## Politische Karriere
Ihren ersten offiziellen Posten in der Politik nahm Maksagak im Jahre 1992 an, als sie zur stellvertretenden Kommissarin (engl. commissioner) des Nordwest-Territoriums ernannt wurde. Die Kommissare sind die offiziellen Vertreter der kanadischen Bundesregierung in den Territorien im Norden des Landes. Unter Kommissar Daniel Norris behielt sie diesen Posten bis zum Dezember 1994, ehe sie im Januar 1995 als erste Frau und erste Inuk selbst zur Kommissarin der Nordwest-Territorien ernannt wurde. Diese Ernennung wurde als Vorbereitung für das Amt im neuen Territorium Nunavut angesehen, welches von den Inuit relativ autonom verwaltet werden sollte. Folgerichtig wurde sie nach der Schaffung des neuen Territoriums am 26. März 1999 als erste Kommissarin des neuen Territoriums eingesetzt. Sie behielt diesen Posten für ein Jahr, ehe ihr im April 2000 Piita Irniq in dieser Rolle nachfolgte. In ihrer Rede zur Eröffnung des Territorialparlaments, der Legislative Assembly of Nunavut, verwies sie auf die Geschichte der Inuit und die gemeinsame Zukunft mit den englisch- und französischsprachigen Kanadiern in Nunavut.
Im Anschluss an ihre Amtszeit als Kommissarin war sie von 2001 bis 2003 Abgeordnete im Rat von Nunavut zur Stellung der Frau (Nunavut Status of Women Council) und beteiligte sich von 2004 bis 2008 an der Führung der Aboriginal Healing Foundation, einer Organisation zur Aufarbeitung der Folgen des Systems der Residential Schools.
Als im Jahr 2005 die Position des stellvertretenden Kommissars in Nunavut neu geschaffen wurde, griff man auf Maksagaks Erfahrung zurück und setzte sie in diese Position ein. Unter Kommissarin Ann Meekitjuk Hanson behielt Maksagak diesen Posten bis zu ihrem Tod im Jahr 2009.

## Ehrungen

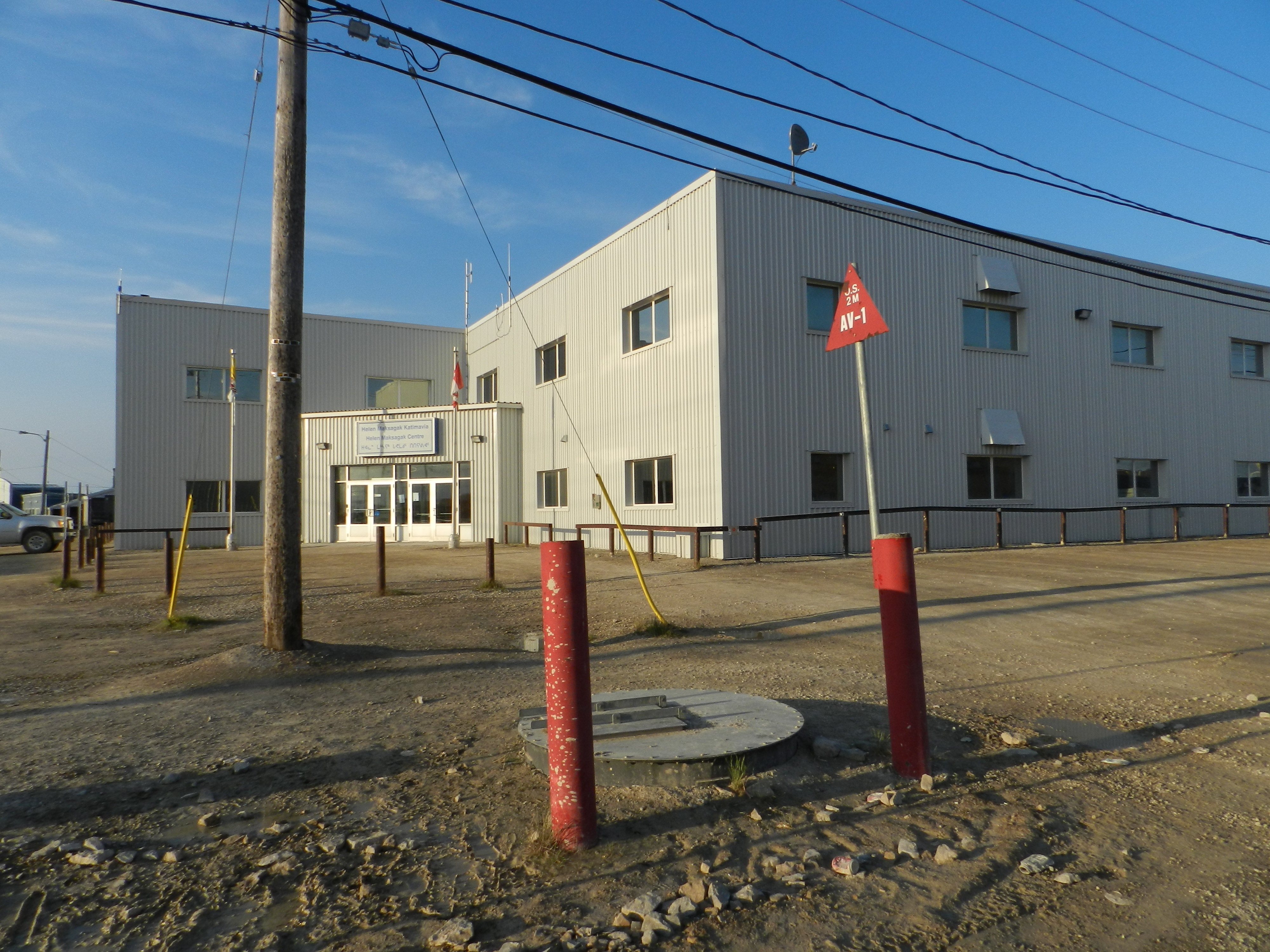
Das Helen Maksagak Centre in Cambridge Bay

- 2000 wurde ihr von der Cape Breton University die Ehrendoktorwürde in Rechtswissenschaft verliehen.[2]
- 2003 erhielt sie den Order of Canada.[4][5]
- In Iqaluit wurde eine Straße nach ihr benannt,[8] in Cambridge Bay ein Regierungsgebäude, das Helen Maksagak Centre.[9]

Die posthume Benennung von Gebäuden nach Inuit wird teilweise kritisiert, da es nicht deren Tradition entspräche. Insbesondere die jüngere Generation sieht hierin jedoch vorrangig einen Ausdruck von Wertschätzung.